# Hylkje Goïnga
Hylkje Goïnga (IJlst, 15 januari 1930 – Sneek, 24 mei 2001) was een Nederlandse schrijfster, die voornamelijk in het Fries publiceerde. Ze is vooral bekend geworden met haar korte verhalen.

## Leven

#### Achtergrond
Goïnga werd geboren in een doktersgezin in IJlst. Na in Sneek het gymnasium te hebben gevolgd begon ze een studie sociologie aan de Rijksuniversiteit Groningen, waar ze na een jaar echter weer mee ophield. In 1953 trouwde ze met de Friese schrijver Anne Wadman, een van haar vroegere leraren op het gymnasium. Al op haar achttiende had Goïnga haar eerste korte verhalen gepubliceerd (in de Leeuwarder Courant en het literaire tijdschrift De Tsjerne) en ook tijdens haar huwelijk combineerde ze schrijven met de zorg voor haar drie kinderen en het huishouden. Dat ging haar niet moeilijk af, want, zoals ze zelf zei, "ik ben wel makkelijk in het huishouden".

#### De Strikel
Goïnga's eerste publicaties waren verhalen die in 1951 de Leeuwarder Courant en in De Tsjerne verschenen. Toen in 1958 het culturele maandblad De Strikel van de grond kwam werd Goïnga redactielid. Ze zou dat gedurende de 37 jaar dat dit tijdschrift bestond blijven; de laatste jaren als eindredactrice. De autobiografisch getinte verhalen die ze zelf voor De Strikel schreef noemde ze huis-, tuin- en keukenverhaaltjes, waarvoor ze de stof ontleende aan haar eigen huishouding. Ze verschenen in de rubriek Oan en oer myn man. Een aantal van deze verhalen werd in 1971 gebundeld in haar debuut Jantsje... Ja heit!. Het boek werd goed ontvangen en betekende voor Goïnga de doorbraak naar het Friese lezerspubliek. Goïnga schreef onder het pseudoniem Martha, de naam die ze later aan de hoofdpersoon van haar verhalen gaf. Zelf zei ze hierover: "Eerst was het een pseudoniem en later werd ik vanzelf Martha. De ontwikkeling van Martha is ook mijn ontwikkeling, in het begin was het Jaap en Martha, later woont Martha op zichzelf". Goïnga en Anne Wadman gingen in 1981 uit elkaar; ze zijn nooit formeel gescheiden.

#### Thematiek
In 1981 verscheen Thús is de maggi op, eveneens een bundel met verhalen die eerder in De Strikel waren gepubliceerd. Daarna volgden In superman fersûpt net en oare ferhalen (1982), Frijende kikkerts (1986) (een verzameling verhalen die zodanig met elkaar samenhangen dat het boek een roman genoemd kan worden), Twa dames yn in Daf (1988) en Hynstefigen (1990). In al deze boeken is de relatie man-vrouw het centrale onderwerp. De verhalen hebben een feministische inslag, met als kernthema het zelfzuchtige gedrag van sommige mannen en hun ontrouw. Zelf zei Goïnga daarover in een vraaggesprek: "Een man drijft op zijn dierlijke driften en dat beschadigt een vrouw op den duur. De mannen van mijn generatie, althans een bepaalde categorie, zijn op hol geslagen. Gelukkig verandert dat de laatste tijd weer, mannen hebben tegenwoordig meer verantwoordelijkheidsgevoel." De verhalen van Goïnga zijn moeilijk te categoriseren. Ze zijn vaak komisch, tragisch of beide tegelijk en kennen nogal eens een gruwelijke of bizarre wending. Haar werk is daarom wel vergeleken met dat van de Britse schrijver Roald Dahl.
In 1990 schreef Goïnga de korte roman Op stap, het Friese boekenweekgeschenk van dat jaar. Twee jaar later publiceerde ze Nei it park, een intrigerende korte roman over een dementerende vrouw. Daarmee legde ze na zo'n twintig jaar het accent op een ander thema: dat van de ouder wordende vrouw die het spoor bijster aan het raken is. De naam van de hoofdpersoon van haar verhalen bleef echter dezelfde: frou Martha ("mevrouw Martha"). Desondanks zal Goïnga binnen de Friese literatuur vermoedelijk bekend blijven als de meester van het psychologische korte verhaal over relaties.

#### Andere activiteiten
Goïnga was bijna tien jaar bestuurslid van de Friese toneelstichting Tryater. Voor dit toneelgezelschap schreef ze de stukken Frou minske en (samen met Tsjits Peanstra, Baukje Wytsma en Akky van der Veer) Twa froulju. Eveneens vertaalde ze voor Tryater het stuk Le lavoir van Dominique Durvin uit het Frans tot Achter de tobbe. Goïnga hield van vertalen en had daar naar eigen zeggen wel haar beroep van willen maken. In plaats daarvan werkte ze jarenlang bij de Basisgezondheidsdienst Zuidwesthoek, waarvoor ze op lagere scholen in Friesland voorlichting gaf over gebitsverzorging.

#### Vertalingen
De bundels Thús is de maggi op, In superman fersûpt net en de roman Frijende kikkerts zijn door Goïnga zelf in het Nederlands vertaald. Daarnaast werden verhalen van haar in het Nederlands gepubliceerd in de tijdschriften Libelle, Margriet, Viva en Intermagazine. Ook in het feministisch maandblad Opzij zijn verhalen van Goïnga verschenen.

#### Overlijden
Hylkje Goïnga is op Hemelvaartsdag 2001 op 71-jarige leeftijd in Sneek overleden.

## Werk

#### Romans
- 1986 - Frijende kikkerts (bundel samenhangende verhalen) (in 1988 door haarzelf vertaald in Vrijende kikkers)
- 1990 - Op stap (korte roman) (Fries boekenweekgeschenk)
- 1992 - Nei it park (korte roman)
- 1997 - Tine en ik (novelle)
- 1998 - Nei it park/Myn sigeuners (twee korte romans)

#### Verhalenbundels
- 1971 - Jantsje... ja heit
- 1981 - Thús is de maggi op (verhalen) (in 1982 door haarzelf vertaald in De maggi is op en andere verhalen)
- 1982 - In superman fersûpt net (verhalen) (in 1986 door haarzelf vertaald in Een superman en andere verhalen)
- 1988 - Twa dames yn in Daf en oare ferhalen
- 1990 - Hynstefigen (in 1990 door haarzelf vertaald in Paardevijgen)
- 1993 - Giel mei oranje stippen

#### Toneel
- 1978 - Klotske
- 1980 - Frou minske: in stik fan en oer froulju (voor Tryater)
- 1983 - Twa froulju: in rige sketsen (voor Tryater) (met Tsjits Peanstra, Baukje Wytsma en Akky van der Veer)
- 1988 - Snypsels
- 1995 - De Famylje Huzuma (met andere schrijvers)

#### Diversen
- 1986 - Jochum, Wikje en it lytse Protsje (kinderboek; vertaling uit het Nederlands naar de oorspronkelijke Zweedse uitgave Per, Ida och Minimum van Grethe Fagerström en Gunilla Hansson)
- 1987 - Fiif koarte ferhalen (bijlage bij Libelle) (met Froukje Annema en Hylke Speerstra)
- 1987 - Libelle, it grutste frouljusblêd fan Nederlân yn de Fryske taal oerset (integrale vertaling in het Fries van het tijdschrift Libelle, met Froukje Annema, Akky van der Veer en Baukje Wytsma)
- 1993: een verhaal in Friesische Literatur/Frisian literature today (verzamelbundel uitgegeven ter gelegenheid van de Frankfurter Buchmesse)
- 2000 - Koartwei (verhalenbundel, met anderen)

- Biografisch Portaal: 53249269
- Digitale Bibliotheek voor de Nederlandse Letteren: goin001
- Library of Congress Control Number: nr99013915
- Nederlandse Thesaurus van Auteursnamen: 07487778X
- Virtual International Authority File: 31916095
- WorldCat: E39PBJgMyQKHkQxP9CHgFjJFKd